# 김성칠
김성칠(金聖七, 1913년 7월 21일 ~ 1951년 10월 9일)은 대한민국의 역사학자이자 대학 교수이다. 본관은 광산(光山)이며, 호(號)는 제산(霽山).

## 일생
1913년 7월 21일(음력 6월 18일) 경북 영천에서 출생한 김성칠은 학창 시절에 대구학생비밀결사사건으로 인해 대구고등보통학교에서 퇴학당했으나, 일본의 도요쿠니중학을 졸업, 경성법학전문학교와 경성제국대학을 거쳐 경성대학을 마치고 서울대학교 사학과 조교수로 근무하며 여러 도서를 출판, 번역하였다. 한국 전쟁 때 서울에 남아 전쟁의 실상을 목격하며 《역사 앞에서》를 저술하는 등 연구 및 기록 활동을 활발하게 하다가, 1951년, 고향 영천에서 피살되었다.

### 유년기
면장을 역임했던 김상한(金相漢)과 조(趙)씨의 4녀 1남 중 2대 독자인 막내로 태어났다. 10세 무렵, 태극기를 그리고 가슴에 달아 파닥거렸을 정도로 어린 시절부터 민족 의식이 투철하였다. 15세였던 1927년에 신영공립보통학교를 졸업하고 대구공립고등보통학교(현 경북고등학교)에 진학했다. 당시 담임 교사였으며, 훗날 서울대학교 교수를 역임한 박종홍을 만나 일생에 거쳐 가르침을 받는다. 입학 후 교우들과 함께 좌익 독서회에 참여하며 본격적으로 독립 의식을 가꾸기 시작했다. 동년 11월에 독립운동가 황보선 등과 함께 비밀 결사 구화회(丘火會)를 조직, 문화부 위원을 역임했으며, 12월에는 혁우동맹(革友同盟)을 결성한다. 이듬해인 1928년 2월, 경북 지방 좌익 운동의 중심 인물 장적우와 윤장혁이 지도하는 적우동맹(赤友同盟)을 조직하여 중앙간부 정치문화부 위원과 제1그룹 책임자가 되었으며, 5월에는 적우동맹 산하 밝세회[曙光會]를 꾸리고 조직부 위원을 맡았다. 이 해 9월에 대구공립고등보통학교 중심의 5개 비밀결사대가 주동하는 동맹휴학 대구학생비밀결사사건에 가담하였으나, 11월 6일에 검거되었다. 1심에서 징역 2년을 받아 1년간 미결수로 복역했고, 1930년에 예정된 2심에서 판결되기 전에 나이가 어리다는 사유로 보석으로 석방되었다. 이와 함께 대구공립고등보통학교에서 퇴학 처리가 되어 고향에 내려가 농사일을 하며 일본에서 새 품종인 대팔주(大八注)를 수입하는 등 활발한 농촌 활동을 벌이는가 하면, 여러 언론 매체에 기고를 하며 학업을 이어나갔다. 1932년 동아일보 농촌구제책 현상모집에 1등으로 당선되었고, 수령한 상금으로 1933년 일본 규슈(九州) 후쿠오카(福岡)현 모지(門司)시에 소재한 도요쿠니중학(豊國中學)에 편입, 1934년에 졸업하였다. 

### 청년기
1934년 3월에 경성법학전문학교로 진학하였다. 이때에도 농촌 관련 글을 동아일보 등 여러 매체에 기고하는 활동을 멈추지 않았다. 1937년 2월에 경성법학전문학교를 졸업하고 농협의 전신인 금융조합에 취직, 전라남도 담양군 대치(大峙), 경상북도 금호(琴湖)와 영일군 장기(長鬐) 등에서 금융조합 이사로 근무하였다. 조합에 재직 중이던 1940년에는 펄 벅의 《대지》를 번역, 출간하는가 하면, 제주도를 여행한 후 기행기를 집필 및 연재하기도 했다. 1941년부터 대구 팔공산에서 《용비어천가》를 한역하는 작업을 진행했으며, 일본제국의 정책에 따라 김광성칠(金光聖七)로 창씨개명을 하기도 했다. 동년에 금융조합을 퇴사하고 이듬해인 1942년에 경성제국대학 법문학부 사학과에 입학하였다. 이 시절에 과거 금융조합에서 함께 일하며 농촌에 대한 애정을 가졌던 시게마쓰 타카모토(重松髜修)의 《朝鮮農村物語》를 편집, 번역한 《조선농촌담(朝鮮農村譚)》을 출간한다. 1943년, 일제의 학병 징용에 반발하여 징용자 수용소에 갇혔으나, 수용소장 우이타 카나메(海田要)가 김성칠의 경성법학전문학교 시절 훈련 교관이었기에 그의 도움으로 병을 핑계로 풀려날 수 있었고, 금융조합 이사로 복직하여 충청남도 제천 봉양(鳳陽)에서 근무하였다. 봉양에서 일하던 1944년, 이화여전을 졸업하고 경성제대 조선어문학과를 전공하며 캠퍼스에서 안면을 쌓았던 이남덕과 결혼한다. 이듬해 1945년에 광복을 맞았고, 해방 직후 친구 강경석과 함께 사숙(私塾) 설립을 논의하는 등 청년 교육에 대한 꿈을 키워나간다.

### 중년기
1945년 11월 18일 금융조합 본부 지도과장으로 인사발령을 받아 서울로 이전했다. 1946년 경성대학에 복학, 졸업한 후 동 대학 사학과 조수로 임용되어 동양사연구실에서 학업을 이어나갔다. 모교인 경성법학전문학교에서 전임교수 권유를 받았으나 거절한 대신, 시간강사로 출강하며 한국사와 한국어를 가르쳤다. 이렇게 본격적으로 학자로서의 삶이 시작되자 김성칠은 금융조합을 사직했으며, 광복 직후라 한자로 쓰인 한국사 책이 여전히 대다수였던 시기에 한글로 저술한 한국사 도서 《조선역사》를 출간하여 세간의 주목을 받는다. 4월에 제천고등여학교 교장직을 제안받기도 했지만 거절했다. 이 해에 서울대학교 문리과대학 지명조사연구회를 조직, 한자로 된 지명의 순한글 이름을 발굴하는 작업을 하였으나 분단이 시작되며 한반도 남부에 한해서 연구할 수밖에 없었고, 얼마 지나지 않아 발발한 한국 전쟁으로 인해 중도에 그만두어야 했다. 이듬해인 1947년, 서울대학교 사학과 전임강사로 임용되었다. 1948년부터는 《용비어천가》, 《열하일기》, 《초당》 등을 번역, 출간하는 데에 힘을 쓰기도 했고 교과서 《중등사회생활과 이웃나라의 생활 역사》를 공저하는 등의 활동을 했다.

### 한국 전쟁 시기
1950년 당시 김성칠과 그의 가족은 서울특별시 성북구 정릉동(과거 경기도 고양군 숭인면 정릉리 362번지 손가장)에서 지냈는데, 이때 한국 전쟁을 겪게 된다. 조선인민군이 서울을 점령한 후, 조선민주주의인민공화국 하에서 이루어진 서울대학교 교원심사에서 파면 처리되며 집에서 농사와 목축에 열중했다. 당시 조선민주주의인민공화국에서 성인 남성을 의용군으로 강제 징용하는 등 사회 분위기가 험악하였으므로, 일을 그만두고 자택에 숨어 지내기도 했다. 동년 9월 28일에 대한민국 국군과 유엔군이 서울을 수복하자 서울대학교 문리대의 심사를 거쳐 교수로 복직했으며, 12월에 국방부 정훈국 전사편찬위원회에서 제의를 받아 전사편찬위원회 상임위원으로 재직하였다. 그러나 이와 동시에 1.4 후퇴를 앞두고 시국이 어수선하여 부산으로 피난을 갔다. 김성칠은 서울에서 조선민주주의인민공화국과 대한민국의 점령을 번갈아 목도하며 느낀 전쟁의 실태와 아픔을 일기로 기록했다. 이 일기는 냉전이 종식되고 통일에 대한 열망이 부풀어 오르던 1993년에 이화여자대학교 국어국문학과에서 교수로 지낸 아내 이남덕과 계명대학교 사학과 교수를 역임한 아들 김기협의 주도 아래 《역사 앞에서》라는 책으로 출판된다.

### 사망
1951년 1월에 부친상을 당했고, 3월에 전사편찬위원회 상임위원직을 사임, 강의에 열중했다. 10월 8일, 중양절을 맞아 부친의 제사를 모시기 위해 고향 경상북도 영천으로 내려갔다가 다음날인 10월 9일 새벽에 정신 이상자로 추측되는 괴한에게 피살되었다.

## 연구 및 평가
김성칠은 조선시대사와 청나라 역사, 그리고 양국 간의 관계를 주로 연구하였다. 이러한 관심은 박지원이 저술한 《열하일기》를 번역하는 데에 이르기도 했다. 더불어 한국어에도 관심이 많아 《용비어천가》는 물론 펄 벅의 《대지》, 강용흘의 《초당》 등의 작품을 한글로 옮기기도 했다.
해방 직후 한국 문화에 대한 갈증을 느끼던 민중을 위해 쉽게 한국사를 풀어 쓴 《조선역사》를 저술하여 많은 사랑을 받았다. 특히 한글로 저술이 되었기 때문에 지식인층 뿐만이 아니라 일반 서민층도 한국사를 공부할 수 있는 좋은 기회가 되었다.
농촌에서 태어나 금융조합에서 일한 경력이 있기에 농업에 대한 지대한 관심을 가져 관련 글을 여러 매체에 기재하기도 하는가 하면, 한국 전쟁에 대해 중립적이고 객관적으로 일기를 서술한 것을 인정받아 제7차 교육과정 고등학교 국어 교과서에 《역사 앞에서》의 일부분이 수록되기도 했다.

## 저술

### 저서
- 《조선역사》, 조선금융조합연합회, 1946년
- 《(사회생활과(社會生活科) 이웃나라) 동양역사》, 정음사, 1947년
- 《고쳐 쓴 조선역사》, 조선금융조합연합회, 1949년
- 《신동양사(新東洋史)》, 공저, 동지사, 1948년
- 《(중등사회생활과) 이웃나라의 생활: 역사》, 공저, 동지사, 1949년
- 《우리나라역사: 사회생활과》, 정음사, 1950년
- 《동양사개설》, 공저, 1950년
- 《국사통론》, 감당사, 1951년

### 역서
- 《대지(大地)》, 1940년
- 《용비어천가(龍飛御天歌)》, 1941년
- 《조선농촌담(朝鮮農村譚)》, 1942년
- 《초당(草堂)》, 1948년
- 《열하일기(熱河日記)》, 1948년 ~ 1950년

### 유고
- 《연행소고 - 조중교섭사의 일척(燕行小攷 - 朝中交涉史의 一齣)》, 역사학보, 1960년
- 《역사 앞에서》, 창비, 1993년, ISBN 978-89-3647-596-3

### 드라마
- 《역사 앞에서》, KBS 1TV, 1994년 6월 24일

## 학력
- 대구고등보통학교 2학년 퇴학
- 일본 도요쿠니중학 졸업
- 경성법학전문학교 졸업
- 경성대학 사학과 졸업

## 가족 관계
- 아버지: 김상한(金相漢, 1879년 ~ 1951년)
- 어머니: 조씨(趙氏)
  - 누이
    - 조카: 정영돈
    - 조카: 정세돈
    - 조카: 정기돈(鄭起燉, 1927년 ~ 2004년)

  - 누이
    - 조카: 박대규
    - 조카: 박영규

  - 누이
  - 누이
- 부인: 이씨(李氏)
  - 장녀: 김갑정(金甲貞, 1934년생)
  - 차녀: 김욱(金旭, 1937년생)
  - 장남: 김기범(金基範, 1939년생)
- 부인: 이남덕(李男德, 1920년 ~ 2012년 9월 6일)
  - 차남: 김기봉(金基鳳, 1945년생)
  - 삼남: 김기목(金基牧, 1947년생)
  - 사남: 김기협(金基協, 1950년생)
  - 삼녀: 김문영(金文英, 1952년생)

## 같이 보기
| - 이철 - 강신항 - 고병익 - 박종홍 - 이병기 - 이희승 - 이병도 - 정병준 - 중도주의 - 자유주의 - 민족주의 - 한국 전쟁 - 조선인민군의 서울 점령 - 서울 수복 전투 |

## 참고 문헌 및 링크
- 《역사 앞에서》